# Clément Lhotellerie
Clément Lhotellerie (Charleville-Mézières, Xampanya-Ardenes, 9 de març de 1986) és un ciclista francès, professional des del 2007 al 2013.
Especialista en ciclocròs en categories inferiors, Clément Lhotellerie passà al professionalisme el 2007 de la mà de l'equip Skil-Shimano, després que l'any anterior hagués obtingut uns bons resultats. El 2008 finalitzà segon a la Volta a Andalusia i guanyà el Gran Premi de la Muntanya de la París-Niça. El 2009 fitxà per l'equip Vacansoleil, però en donar positiu a un control antidopatge fou acomiadat a l'abril. En reconèixer l'error la sanció fou de cinc mesos i va ser fitxat el 2010 per l'equip Roubaix-Lille Métropole.

## Palmarès en ciclocròs
- 2002-2003
  -  Campió de França en ciclocròs júnior
  - 1r a Gavere en ciclocrós
- 2003-2004
  -  Campió de França de ciclocròs júnior
- 2004-2005
  - 1r a Hooglede en ciclocròs sub-23
- 2005-2006
  -  Campió de França en ciclocròs sub-23
- 2006-2007
  - 1r a Oradour-sur-Vayres en ciclocròs
- 2014-2015
  -  Campió de França en ciclocròs

## Palmarès en ruta
- 2006
  - 1r al Premi des Flandres Françaises
  - 1r al Circuit de Saône-et-Loire
- 2008
  - Vencedor de la classificació de la muntanya de la París-Niça
- 2011
  - 1r al Memorial H. Garnier Falmagne-Dinant
- 2012
  - 1r a la Fletxa ardenesa